# Dany Carrel
Dany Carrel (eigentlich Yvonne Suzanne Chazelles du Chaxel; * 20. September 1932 in Tourane, Annam, Französisch-Indochina) ist eine französische Schauspielerin.

## Leben
Yvonne Chazelles du Chaxel, uneheliche Tochter einer vietnamesischen Mutter, wurde nach dem frühen Tod ihres französischen Vaters nach Frankreich geschickt, wo sie eine Bibelschule besuchte.
Der Regisseur Henri Decoin, der sie in ihrem ersten Film, Dortoir des grandes, besetzte, gab ihr den Künstlernamen Carrel, den sie selbst um Dany erweiterte. Sie spielte zunächst kleinere Rollen in Melodramen und Komödien, bis sie größere Rollen in B-Filmen erhielt. In den 1960er Jahren arbeitete sie in ganz Europa, oftmals in Agenten- und anderen Genrefilmen. Auch auf Theaterbühnen war sie häufig zu sehen.
Ab 1972 verlegte Dany Carrel sich mehr auf Arbeiten für das Fernsehen und die Bühne; 1991 schrieb sie einen autobiografisch gefärbten Roman, dessen Verfilmung 1994 sie selbst überwachte – und in dem sie sich teilweise selbst spielt.
Carrel wurde durch ihren in den damaligen Jahren unüblichen kurzen, oft roten Haarschopf bekannt; daneben spielte sie in etlichen für diese Zeit recht freizügigen Szenen.

## Filmografie
- 1953: Engel der Halbstarken (Maternité clandestine)
- 1953: Im Schlafsaal der großen Mädchen (Dortoir des grandes)
- 1954: La patrouille des sables
- 1954: La cage aux souris
- 1954: Tres hombres van a morir
- 1955: Sie zerbrachen nicht (Les chiffonniers d'Emmaüs)
- 1955: Das große Manöver (Les grandes manœuvres)
- 1955: Skandal in Paris (La môme Pigalle)
- 1956: Der Weg ins Verderben (Des gens sans importance)
- 1956: Die Besessenen (Les possédées)
- 1956: Elisa, eine Gefallene (La fille Elisa)
- 1956: Für Männer verboten (Club des femmes)
- 1956: Les indiscrètes
- 1956: La melodía misteriosa
- 1957: Élisa
- 1957: Bei Sylvia werden Männer schwach (Que les hommes sont bêtes)
- 1957: Dem Sumpf entronnen (Escapade)
- 1957: Die Mausefalle (Porte de Lilas)
- 1957: Immer wenn das Licht ausgeht (Pot-Bouille)
- 1958: Die Falle (Le piège)
- 1958: Die Verfemte (Les naufrageurs)
- 1958: Mädchen des Lasters (Ce corps tant désiré)
- 1958: Partner des Teufels (La moucharde)
- 1958: Sommererzählungen (Racconti d’estate)
- 1959: Mädchen des Lasters (Ce corps tant désiré)
- 1959: Die Gans von Sedan (Dos soldados y una gansa)
- 1959: Die nach Liebe hungern (Les Dragueurs)
- 1960: Die unheimlichen Hände des Dr. Orlak (The Hands of Orlac)
- 1960: Die Mühle der versteinerten Frauen (Il mulino delle donne di pietra)
- 1960: Unter einem Himmel (Quai du Point–du–Jour)
- 1960: The Enemy General
- 1962: Die Feinde (Les Ennemis)
- 1962: Carillons sans joie
- 1963: Règlements de compte
- 1963: No temas a la ley
- 1963: Le commissaire mène l’enquête
- 1964: Du grabuge chez les veuves
- 1964: Bei Oscar ist ’ne Schraube locker (Une souris chez les hommes)
- 1964: L’Enfer (unvolldendet)
- 1964: Fredo, der Bluffer (Le bluffeur)
- 1965: Lebenshungrig (Piège pour cendrillon)
- 1966: Renn nicht ins offene Messer (Le chien fou)
- 1967: Die Dirne und der Narr (Un idiot à Paris)
- 1968: Die kleine Brave (La petite vertu)
- 1968: Der Bulle (Le Pacha)
- 1968: Seine Gefangene (La Prisonnière)
- 1969: Adel schützt vor Torheit nicht (Clérambard)
- 1969: Delphine
- 1969: Les frères Karamazov (Fernsehfilm)
- 1972: Unternehmen Feuertor (Les portes du feu)
- 1972: Drei Milliarden ohne Fahrstuhl (Trois milliards sans ascenseur)
- 1973: Au théâtre ce soir (Fernsehserie, 1 Folge)
- 1973: On l’ appelait Tamerlan (Fernsehfilm)
- 1974: La voleuse de Londres (Fernsehfilm)
- 1975: L’ idiote (Fernsehfilm)
- 1978: Cinéma 16 (Fernsehserie, 1 Folge)
- 1979: Monsieur Masure (Fernsehfilm)
- 1979: L’ éclaircie (Fernsehfilm)
- 1981: Die Kompanie der Supernieten (Faut s’les faire!… Ces legionnaires)
- 1981: Le bahut va craquer
- 1982: Le féminin pluriel (Fernsehfilm)
- 1982: Allons voir si la rose (Fernsehfilm)
- 1982: La rescousse (Fernsehfilm)
- 1982: Les nerfs à vif  (Fernsehfilm)
- 1983: Merci Sylvestre (Fernsehserie, 1 Folge)
- 1983: La dernière cigarette (Fernsehfilm)
- 1983: Le disparu du 7 octobre (Fernsehfilm)
- 1984: Péchés originaux (Fernsehserie, 1 Folge)
- 1984: Der einzige Zeuge (Un seul Témoin)
- 1987: Les enquêtes Caméléon (Fernsehserie, 5 Folgen)
- 1989: Le saut du lit (Fernsehfilm)
- 1995: L’annamite (Fernsehfilm)

## Anmerkung
1. ↑  Andere Quellen nennen als Geburtsjahr 1935.

| Personendaten    | Personendaten                         |
| ---------------- | ------------------------------------- |
| NAME             | Carrel, Dany                          |
| ALTERNATIVNAMEN  | Chazelles du Chaxel, Yvonne Suzanne   |
| KURZBESCHREIBUNG | französische Schauspielerin           |
| GEBURTSDATUM     | 20. September 1932                    |
| GEBURTSORT       | Tourane, Annam, Französisch-Indochina |